# If I Were a Boy
Az If I Were a Boy az első kislemez Beyoncé Knowles harmadik, I Am... Sasha Fierce című albumáról. A Single Ladies (Put a Ring on It) című dallal egyszerre jelent meg, 2008. október 8-án az amerikai rádiós listákon. Kislemezként 2008. november 11-én debütált. A mai napig ez Knowles legjobb kislemez-eladása az Egyesült Királyságban, 570 000 darabbal.

## Videóklip
A videót Jake Nava rendezte, és fekete-fehér. A történet szerint egy szerelmespár átlagos napját láthatjuk, melyben szerepcsere történt.

## A kislemez dalai
CD kislemez
1. If I Were a Boy - 4:10
2. Single Ladies (Put a Ring on It) - 3:13

Dance Mixes EP Vol.1
1. If I Were a Boy (Maurice Joshua Mojo Uk Main Mix) - 6:30
2. If I Were a Boy (Maurice Joshua Mojo Uk Dub Mix) - 6:28
3. If I Were a Boy (Karmatronic Main Mix) - 6:25
4. If I Were a Boy (DJ Escape & Dom Capello Main Remix) - 8:28
5. If I Were a Boy (Maurice Joshua Uk Radio Edit) - 3:14
6. If I Were a Boy (Karmatronic Radio Edit) - 3:31
7. If I Were a Boy (DJ Escape & Dom Capello Radio Edit) - 4:07

Dance Mixes EP Vol.2
1. If I Were a Boy (Lost Daze Remix Main) - 5:08
2. If I Were a Boy (Mark Picchiotti Remix Club) - 7:15
3. If I Were a Boy (Mark Picchiotti Remix Dub) - 7:15
4. If I Were a Boy (Chase Girls Club Mix) - 8:28
5. If I Were a Boy (Lost Daze Radio Edit) - 3:05
6. If I Were a Boy (Mark Picchiotti Radio Edit) - 3:42
7. If I Were a Boy (Chase Girls Radio Edit) - 3:31

## Ranglista
| Lista (2008/2009)                   | Helyezés |
| ----------------------------------- | -------- |
| Kanadai Hot 100                     | 4        |
| Európai Hot 100 kislemez            | 1        |
| Japán Hot 100 kislemez              | 10       |
| Brit kislemezlista                  | 1        |
| Brit R&B kislemezlista              | 1        |
| USA Billboard Hot 100               | 3        |
| USA Billboard Hot R&B/Hip-Hop Songs | 16       |
| USA Billboard Hot Dance Club Play   | 2        |
| USA Billboard Pop 100               | 6        |